# Срибный, Сидор Иванович
Срибный Сидор Иванович (15 [28] декабря 1916 — 12 октября 1944) — советский офицер, участник Великой Отечественной войны, командир 4-й стрелковой роты 241-го гвардейского стрелкового полка 75-й гвардейской стрелковой дивизии 30-го стрелкового корпуса 60-й армии Центрального фронта, гвардии младший лейтенант, Герой Советского Союза (1943), позднее — гвардии старший лейтенант.

## Биография
Родился 15 (28) декабря 1916 в селе Бирки Великобагачанского района Полтавской области. Окончил 5 классов школы и курсы счетоводов в Миргороде, работал счетоводом в колхозе.
В Красной Армии с 1938 года. Окончил полковую школу. В Великой Отечественной войне с 7 июля 1941 года, Северо-Западный фронт. С марта 1943 года командир 4-й стрелковой роты 241-го гвардейского стрелкового полка 75-й гвардейской стрелковой дивизии.
Особо отличился гвардии младший лейтенант Срибный С. И. при форсировании реки Днепр севернее Киева, в боях при захвате и удержании плацдарма в районе сел Глебовка и Ясногородка (Вышгородский район Киевской области) на правом берегу Днепра осенью 1943 года. В наградном листе командир полка гвардии подполковник Бударин Н. П. написал:

В боях на Киевском направлении проявил себя исключительно смелым, выдержанным и мужественным командиром.
24.9.43 г. первым со своей ротой форсировал реку Днепр и первым принял удар противника. На западном берегу р. Днепр тов. Срибный со своей ротой отразил более 15 ожесточенных атак противника, уничтожив при этом свыше 200 гитлеровских солдат и офицеров.

В боях 27.9.43 г. контужен, с поля боя не ушёл, остался в строю.
Указом Президиума Верховного Совета СССР от 17 октября 1943 года за успешное форсировании реки Днепр севернее Киева, прочное закрепление плацдарма на западном берегу реки Днепр и проявленные при этом мужество и геройство гвардии младшему лейтенанту Срибному Сидору Ивановичу присвоено звание Героя Советского Союза с вручением ордена Ленина и медали «Золотая Звезда».
Срибный С. И. участвовал в освобождении Украины, затем Белоруссии и в боях за освобождение Латвии. В представлении к награждению командир полка гвардии полковник Мирошниченко Л. Г. написал:

В боях на Рижском направлении тов. Срибный работал помощником начальника штаба полка по разведке, организовал бесперебойную разведку, своевременно информировал командование полка о положении и силах противника.
9 октября 1944 года заменил выбывшего командира батальона.
При форсировании реки Маза-Югла тов. Срибный первым форсировал реку, отбил многочисленные атаки, удерживая плацдарм.
12 октября в решающих боях отбив все контратаки противника своим личным примером воодушевлял личный состав на боевые подвиги. В этом бою Герой Советского Союза тов. Срибный погиб смертью храбрых.
За проявленное мужество и храбрость в боях с немецкими захватчиками достоин награждения орденом Отечественной войны первой степени — посмертно.
Гвардии старший лейтенант Срибный С. И. похоронен в городе Рига на основном участке Братского кладбища.

## Награды
- Медаль «Золотая Звезда» № 1569 Героя Советского Союза (17 октября 1943);
- орден Ленина;
- орден Отечественной войны I степени.

## Память
- На родине Герое в селе Бирки Великобагачанского района Полтавской области установлена мемориальная доска.